# Knautia purpurea
Knautia purpurea är en tvåhjärtbladig växtart. Knautia purpurea ingår i släktet åkerväddar, och familjen Dipsacaceae.

## Underarter
Arten delas in i följande underarter:
- K. p. purpurea
- K. p. subscaposa